# Pedrajas de San Esteban (kommunhuvudort)
Pedrajas de San Esteban är en kommunhuvudort i Spanien.   Den ligger i provinsen Provincia de Valladolid och regionen Kastilien och Leon, i den centrala delen av landet, 130 km nordväst om huvudstaden Madrid. Pedrajas de San Esteban ligger 754 meter över havet och antalet invånare är 3 349.
Terrängen runt Pedrajas de San Esteban är huvudsakligen platt, men norrut är den kuperad. Runt Pedrajas de San Esteban är det glesbefolkat, med 15 invånare per kvadratkilometer. Närmaste större samhälle är Iscar, 4,6 km nordost om Pedrajas de San Esteban. Trakten runt Pedrajas de San Esteban består till största delen av jordbruksmark.